# Долина (Шуменская область)
Долина (болг. Долина) — село в Болгарии. Находится в Шуменской области, входит в общину Каолиново. Население составляет 549 человек.

## Политическая ситуация
В местном кметстве Долина, в состав которого входит Долина, должность кмета (старосты) исполняет Етям Хасанов Шанов (Движение за права и свободы(ДПС)) по результатам выборов.
Кмет (мэр) общины Каолиново — Нида Намыков Ахмедов (ДПС) по результатам выборов.